# Quận Onondaga, New York
Quận Onondaga (tiếng Anh: Onondaga County) là một quận trong tiểu bang New York, Hoa Kỳ. Quận lỵ là thành phố Syracuse 6. Theo điều tra dân số năm 2000 của Cục điều tra dân số Hoa Kỳ, quận này có dân số 458336 người 2.